# Дон Лавоа
Доналд Чарлз Лавоа (на английски: Donald Charles Lavoie) е американски икономист.
Роден е на 4 април 1951 година. През 1973 година завършва компютърни науки в Устърския политехнически институт, а през 1981 година защитава докторат по икономика в Нюйоркския университет при Израел Кирцнър. През следващите години преподава в Университета „Джордж Мейсън“. Привърженик на Австрийската школа, той работи върху проблема на икономическото изчисление, както и в областта на философията на науката, по-специално прилагането на херменевтиката към проблеми на икономическата наука.
Дон Лавоа умира от инсулт на 6 ноември 2001 година.